# Mark Paragua
Mark Paragua (ur. 29 marca 1984) – filipiński szachista, arcymistrz od 2005 roku.

## Kariera szachowa
Do roku 2004 corocznie reprezentował barwy swojego kraju na mistrzostwach świata juniorów we wszystkich kategoriach wiekowych, największy sukces osiągając w roku 1998 w Paryżu, gdzie zdobył tytuł mistrza świata juniorów do lat 14 w szachach szybkich.
Jednym z pierwszych znaczących sukcesów Marka Paragui w turniejach międzynarodowych było dzielenie I miejsca (wspólnie z Władimirem Jepiszynem i Władimirem Georgijewem) w otwartym turnieju w Turynie w roku 2000. W następnych latach sukcesy osiągnął m.in. w Mondariz (2001/02, dz. I m. z Olegiem Korniejewem), Paryżu (2003, dz. II m. za Alberto Davidem), Genui (2004, dz. I m.), Ałuszczie (2004, dwukrotnie I m.), Singapurze (2004, dz. I m. z Susanto Megaranto) oraz w  Kuala Lumpur (2005, turniej strefowy, dz. I m. z Ututem Adianto), Manili (2007, dz. II m. za Ni Hua, wspólnie z Zhang Zhongiem i Eugenio Torre), Tarakanie (2008, I m.) i Nowym Jorku (2008, dz. I m. z Alejandro Ramírezem). W 2013 r. zdobył w Pasay brązowy medal indywidualnych mistrzostw Azji.
W roku 2004 wystąpił w Trypolisie w pucharowym turnieju o mistrzostwo świata, przegrywając w I rundzie z Wiktorem Bołoganem. W następnym roku awansował do II rundy Pucharu Świata (w I wyeliminoał Siergieja Mowsesiana, a w II przegrał z Aleksiejem Driejewem). W latach 2002–2012 czterokrotnie reprezentował barwy swojego kraju na szachowych olimpiadach.
Najwyższy ranking w karierze osiągnął 1 stycznia 2006 r., z wynikiem 2618 punktów zajmował wówczas 101. miejsce na światowej FIDE.